# Hemibagrus amemiyai
Hemibagrus amemiyai es una especie de pez de la familia Bagridae en el orden de los Siluriformes.

## Distribución geográfica
Se encuentra en la China.